# Ahmed Guizani
Ahmed Guizani, né le 28 avril 1985 à Mahdia, est un handballeur international tunisien.

## Palmarès
- Vainqueur du championnat arabe des clubs champions en 2012
- Médaille de bronze à la Ligue des champions d'Afrique en 2013